# Сад Філармонії
40°21′49″ пн. ш. 49°49′59″ сх. д. / 40.363735° пн. ш. 49.832946° сх. д.
Сад Філармонії (азерб. Filarmoniya bağı; колишні назви Губернаторський сад, Михайлівський сад, сад революції, Піонерський сад, сад Вахіда) — парк в Баку, Азербайджан, поруч з Бакинською фортецею (Ічері-Шехер.

## Історія
Філармонійний сад був заснований в 1830 році з ініціативи коменданта Бакинської фортеці полковника Романа фон дер Ховена на базі приватних насаджень і на місці приватних садів і городів між кріпосними стінами. Ґрунт і рослини для саду довелося завозити з інших місць.
У 1859 році зовнішня фортечна стіна була розібрана і територія саду була розширена до Миколаївської та Садової вулиць. До 1865 року сад отримав риси, що відповідають суспільним призначенням території як місця відпочинку городян (для простих городян вхід в сад був обмежений одним днем на тиждень), за рахунок посадок декоративних рослин, улаштування площадки для танців і інших паркових споруд. В саду налічувалося близько 12 000 дерев.
Спочатку сад називався Губернаторським, а потім Михайлівським садом (в честь брата російського імператора Миколи II — Михайла).
У 1907 році в пожежі згоріла стара будівля літнього клубу Громадського зібрання. За легендою за зразок для нової будівлі була обрана філармонія в Монте-Карло, в 1912 році будівництво, виконане за проектом петербурзького цивільного інженера Г. М. Термікелова, було завершено.
25 травня 1936 року рішенням Ради Народних Комісарів Азербайджанської РСР на базі Управління симфонічними концертами при Бакинській раді робітничо-селянських і матроських депутатів в будівлі Громадського створення була організована Азербайджанська державна філармонія.
За радянської влади назву парку було змінено спочатку на «Сад Революції», потім - на «Піонерський сад». У 1970-х роках парк було реконструйовано.
У 1990 році в саду був поставлений бюст поета Аліага Вахіда і сад стали називати «Садом Вахіда».
Починаючи з 2007 року за розпорядженням Президента Ільхама Алієва в парку велися ремонтні роботи, був побудований фонтан, розроблений французькою компанією «Inter Art».
У 2009 році бюст Вахіда був перенесений в Ічері Шехер і після останнього ремонту сад став носити назву «Парк Філармонії», а назва «Сад Аліага Вахіда» закріпилося за новим місцем .

## Галерея

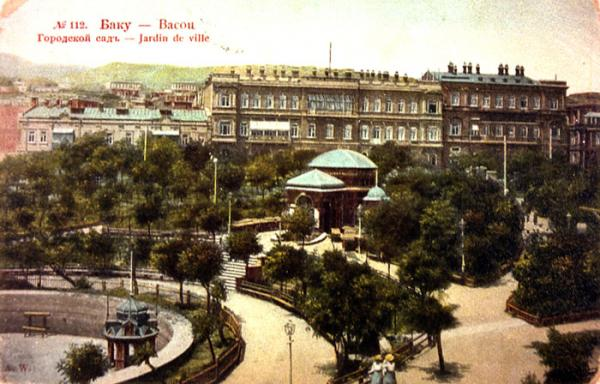
Сад на листівці початку XX століття
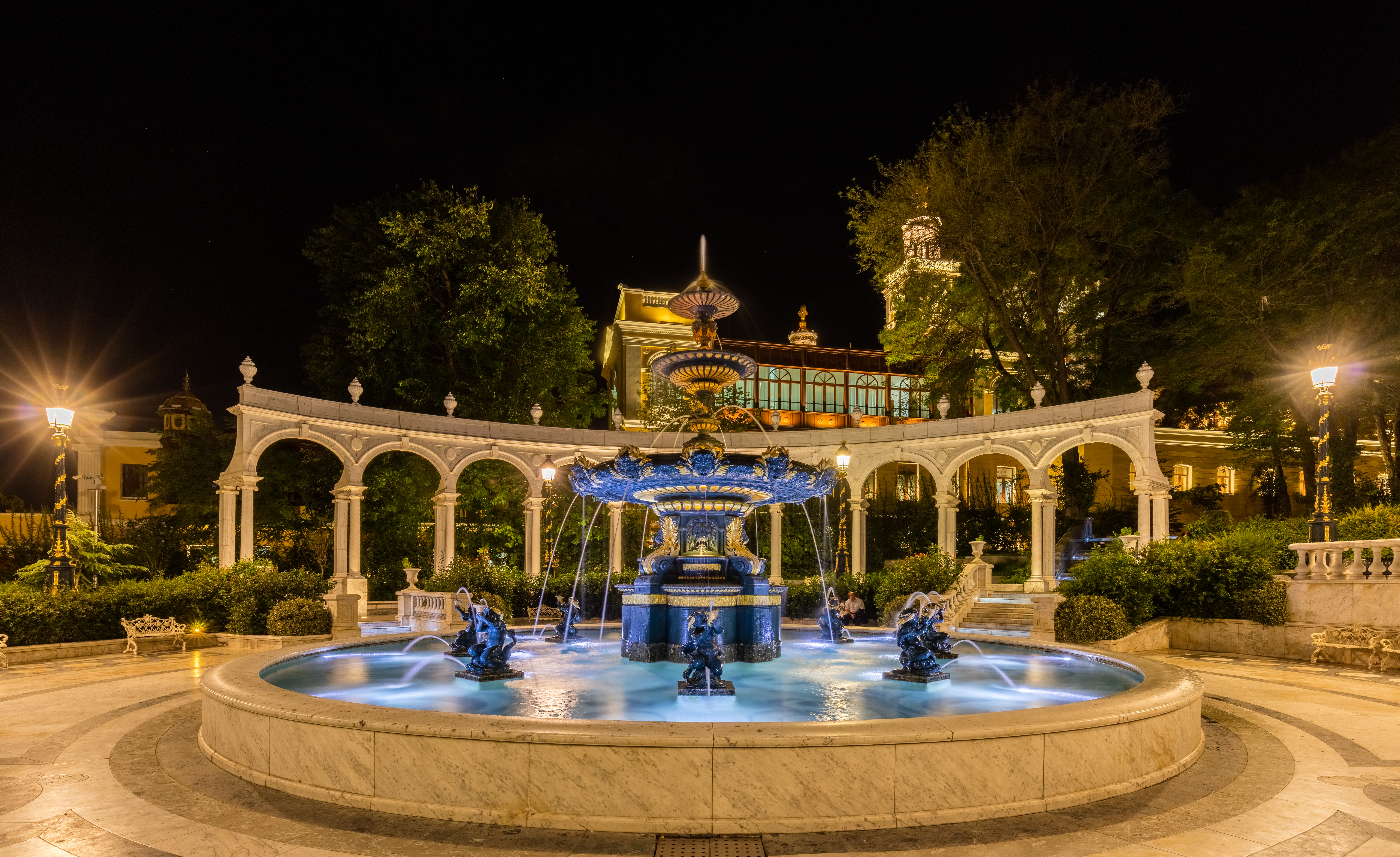
Фонтан в центрі саду
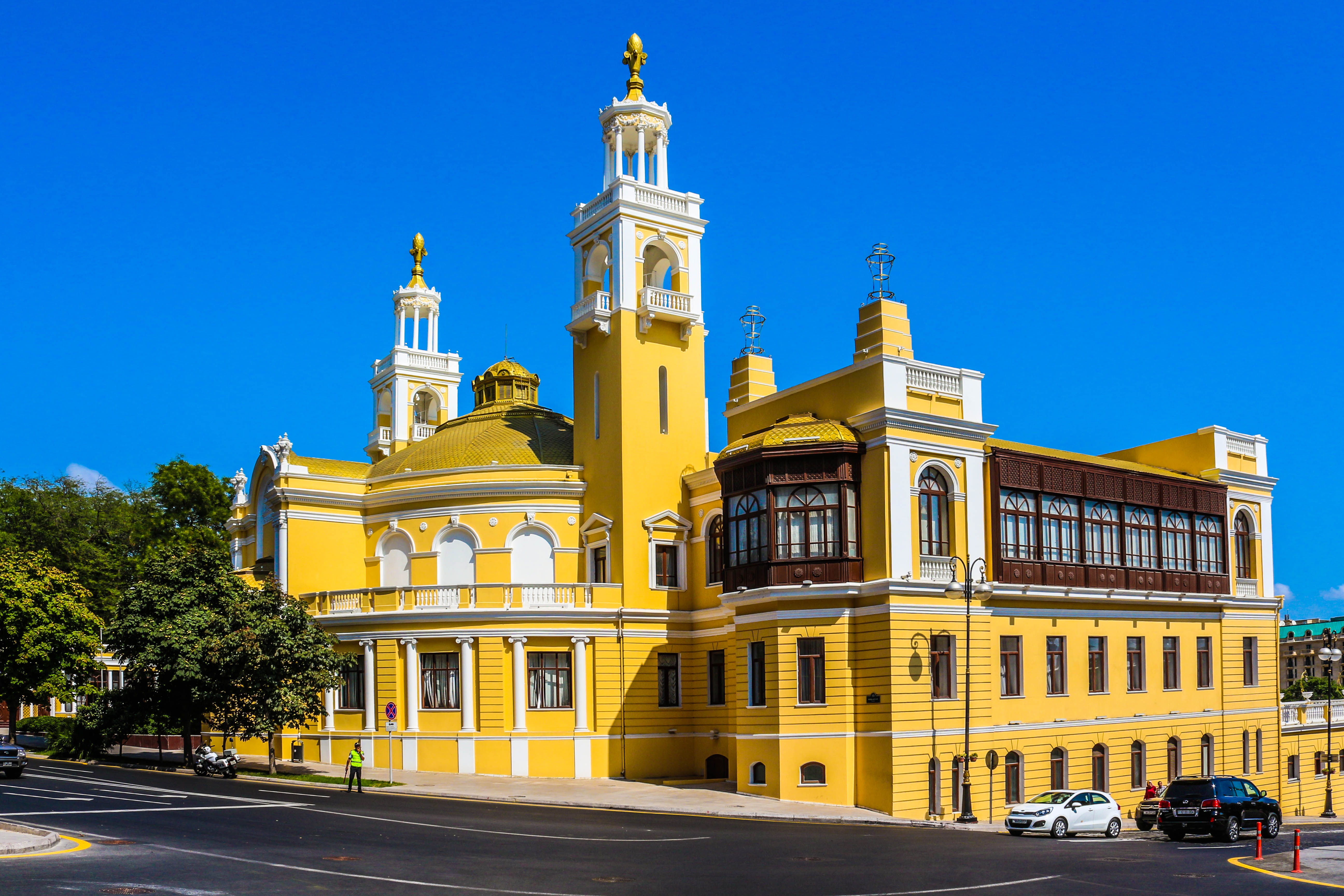
Азербайджанська державна філармонія